# Gianluigi Lentini
Pour les articles homonymes, voir Lentini (homonymie).
Gianluigi Lentini (né le 27 mars 1969 à Carmagnola dans la province de Turin au Piémont) est un footballeur italien, qui jouait au poste de milieu de terrain excentré.

## Biographie
Formé au Torino Football Club, Gianluigi Lentini est considéré comme grand espoir du football italien dès ses débuts. Il commence sa carrière en championnat avec le Torino le 23 novembre 1986. Après avoir fait ses débuts en sélection italienne le 13 février 1991 lors d'un match amical contre la Belgique, il atteint la finale de la Coupe de l'UEFA en 1992 avec son club formateur. 
Ardemment courtisé par le voisin turinois, la Juventus, il rejoint finalement pour la somme record à l'époque de 30 milliards de lires (environ 15 millions d'euros) le prestigieux Milan AC de Silvio Berlusconi. Il devient alors le joueur le plus cher de l'histoire du football.
Après avoir été exclu un an de toutes compétitions européennes après les incidents ayant émaillé leur 1/4 de finale retour de C1 en 1991 contre Marseille, le club milanais entend bien revenir avec sa nouvelle recrue sur le toit de l'Europe.
Lors de sa première saison, Gianluigi Lentini est titulaire indiscutable. Champion d'Italie, il dispute également la finale de la Ligue des Champions, qu'il perd contre l'Olympique de Marseille.
Le tournant de sa carrière a lieu en août 1993. Sur l'autoroute reliant Piacenza à Turin, il est victime d'un très grave accident de la route à plus de 200 km/h. Il passe alors deux jours dans le coma.
Gianluigi Lentini ne retrouvera jamais son meilleur niveau. Après des mois de rééducation, il n'est que simple remplaçant lors du triomphe milanais contre le FC Barcelone en finale de la Ligue des Champions 1994 et n'est pas retenu pour la Coupe du Monde aux États-Unis. La saison suivante, il dispute une nouvelle finale de C1, cette fois-ci contre l'Ajax d'Amsterdam, mais bien que rentré en jeu à quelques minutes de la fin, il n'est plus que l'ombre de lui-même et ne peut empêcher la défaite de son équipe. De plus, le club milanais perd son titre de champion d'Italie.
Prêté à l'Atalanta Bergame en 1995-1996, il retrouve le goût des terrains et dispute une saison pleine (31 matches/4 buts). De retour dans son club formateur l'année suivante, pour un plus de 3 millions d'euros, il connaîtra ensuite une carrière de joueur respectable, mais bien loin de l'avenir radieux qui lui était tracé en 1992. 
En 2009, Gianluigi joue toujours au football, dans le club amateur de Saviglianese, en compagnie de l'ancien international italien Diego Fuser.

## Carrière
- 1986-1988 : Torino Calcio  Italie
- 1988-1989 : Ancona Calcio (prêt)  Italie
- 1989-1992 : Torino Calcio  Italie
- 1992-1996 : Milan AC  Italie
- 1996-1997 : Atalanta Bergame  Italie
- 1997-2001 : Torino Calcio  Italie
- 2001-2004 : Cosenza FC  Italie
- 2004-2008 : ASD Canelli  Italie[2]
- 2008-2009 : USD Saviglianese  Italie
- 2009-2011 : ACD Nicese  Italie
- 2011-2012 : CSF Carmagnole  Italie

## Palmarès

### En club
- Vainqueur de la Ligue des Champions en 1994 avec le Milan AC
- Champion d'Italie en 1993, en 1994 et en 1996 avec le Milan AC
- Champion d'Italie de Serie B en 1990 et en 2001 avec le Torino
- Finaliste de la Ligue des Champions en 1993 et en 1995 avec le Milan AC
- Finaliste de la Coupe de l'UEFA en 1992 avec le Torino

### EnÉquipe d'Italie
- 13 sélections entre 1991 et 1993